# 阿诺·库莱·德·弗雷吉尔
阿诺·库莱·德·弗雷吉尔（Arnaud Courlet de Vregille，1958年3月5日—），是一位法国画家，出生于布尔日。

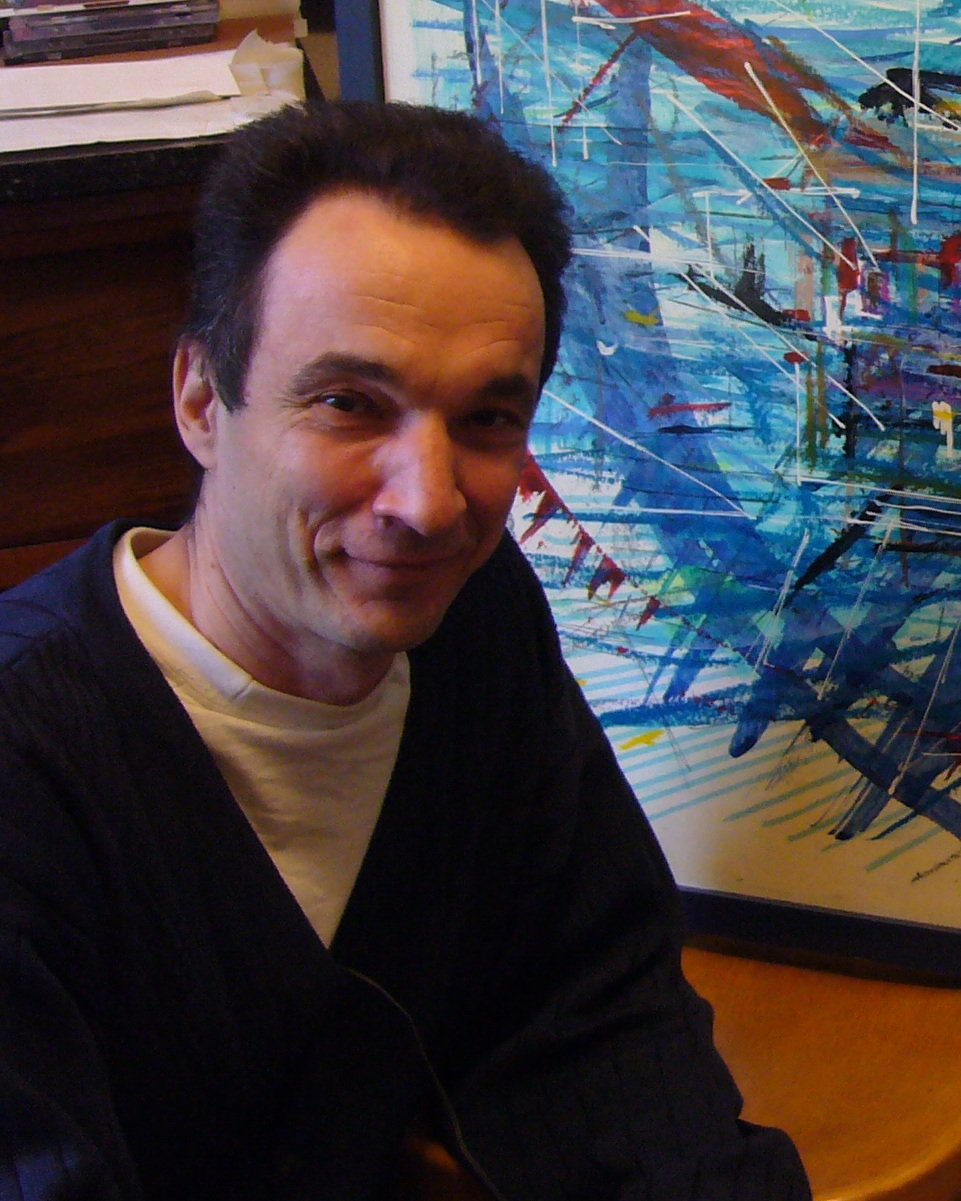
阿诺·库莱·德·弗雷吉尔，2009年

## 个人传记

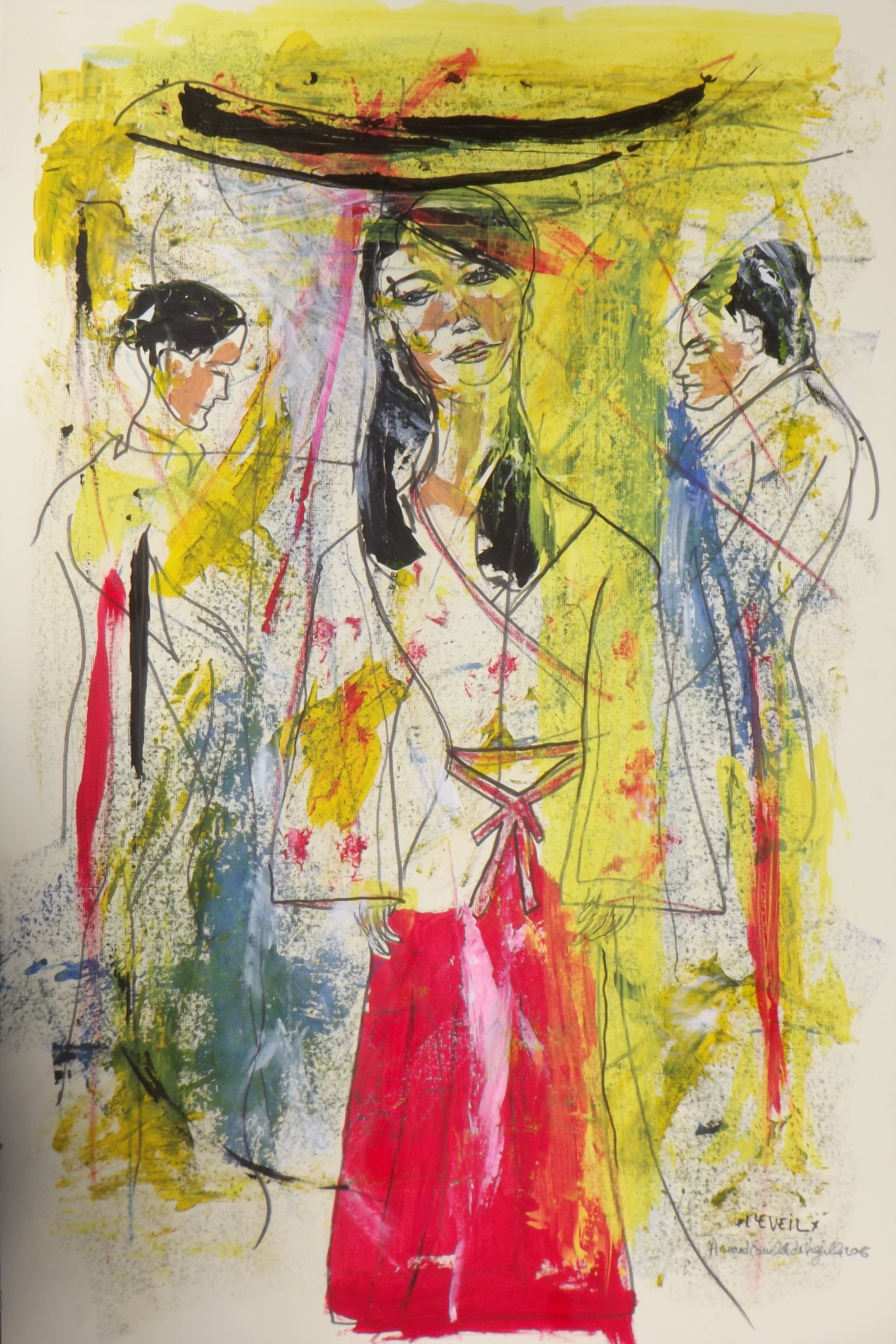
L'Eveil (2016, 80 x 120 cm, Acrylique)

阿诺·古莱·德·弗雷吉尔来自弗朗什孔泰地区的一个家族，该家族在十六世纪与奥托·范·维恩（鲁本斯的老师）有姻亲关系。他自幼年就开始学习素描，之后投身于绘画艺术：图画，壁画（湿壁画），戏剧布景。1993年，他凭借自己的作品《随我吧》（Laisse-moi）获得了巴黎高等艺术学院颁发的奖章而崭露头角，该作品由财政部购得用于装饰博比尼的行政楼。  他现居于贝桑松（杜省），在那里继续着他的艺术之路。
他现居于贝桑松（杜省），在那里继续着他的艺术之路。

## 风格

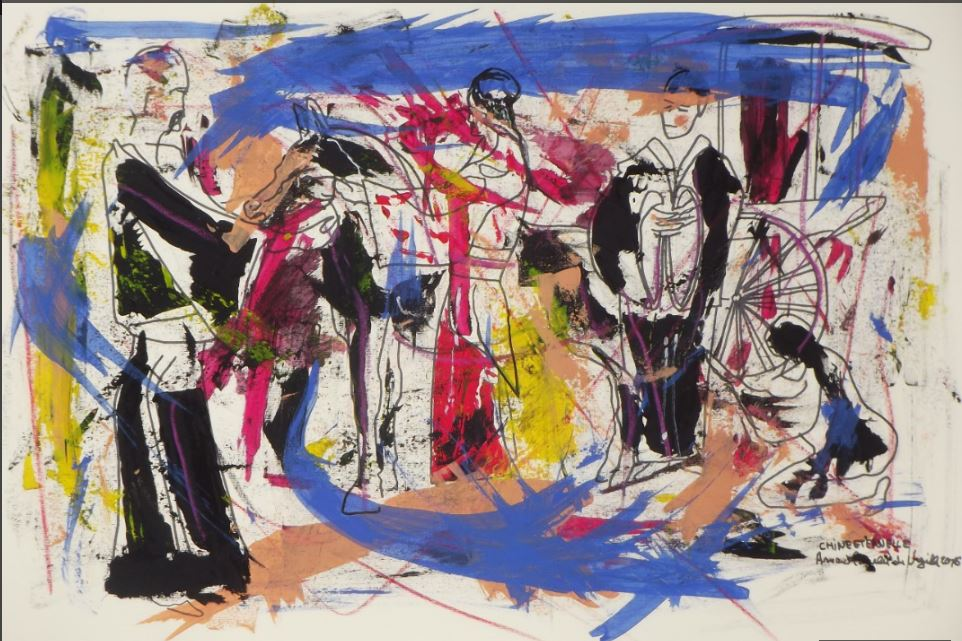
Chine Eternelle (2016, 80 x 120 cm)

《艺术名录》用“抒情抽象派”、“未来派”、“自发绘画”来形容他的艺术风格。2004年出版的《弗朗什孔泰艺术百科全书》中一文对他进行了评价：
“他是一位与众不同的画家，在抽象的世界中寻找形象艺术。他的画作，表达了一种对撕裂现实的主观情感，这种情感从彩色色块中诞生。  这位艺术家承认他凭借一股冲动来作画，但这也是长时间高强度的构思准备的成果。在他的部分作品中，他突出了一种用金银丝或玻璃丝制作的代表孤独的圈，圈的炸裂让人联想到现实分裂和衰退的时刻，这样做是为了显露无形的事物而使现实神秘的一面显现。他的画作中交织的情感源自运笔的力度和光线的运用。”
在杜省议会举办的纪念克洛德·尼古拉斯·勒杜诞辰两百周年展览上和阿尔克-塞南的皇家盐场（被联合国教科文组织评为世界文化遗产）画展上，《第二眼》的目录写道：“古莱·德·弗雷吉尔的绘画很自然地汲取了勒杜的灵感；他们两位的作品探索了巴舍拉所谓的物质想象的道路，所有的艺术在这里交汇和碰撞。”
“这幅画非常前卫：它从一门艺术窥视另一门类似的艺术，以独特的视角展示了第一次放映产生的晕眩”这幅卢米埃兄弟的画像被命名为《卢米埃与私人放映》它当时在拉西奥塔镇的艾当剧院展出过。

## 展览

### 沙龙
贝尔福绘画雕塑艺术节（贝尔福，2008, 2007）
财政部维克多·萧克美术展览（巴黎, 2007,  2001,  2000,  1999,  1998,  1997, 1996,  1995)
地籍两百周年纪念展，地籍国立学校（图卢兹，2007）
“艺术荒野”展览（贝桑松，2006）
克洛德·尼古拉斯·勒杜诞辰两百周年纪念展 （贝桑松，省议会，2006）
阿尔克-塞南的皇家盐场 （阿尔克-塞南 2006）
西昂城堡（西昂，2005）
军队绘画与雕塑全国美术展览 （文森城堡，2002）
军队绘画与雕塑东北地区美术展 (杜埃, 2002)
Everarts 画廊 （巴黎，2001）
博比尼行政楼装饰展览（巴黎，1993）
Barthélémy画廊（贝桑松，1993）

#### 巴黎绘画沙龙评委
Laurence Cavy，佳士得拍卖行
Françoise de Perthuis，嘉泽德鲁奥拍卖品媒体
Claude Maruno，十九世纪现代艺术专家
Edmond Laznikas，评论家
Georges Véaud, 巴黎历史考古公司总裁
Jean-Paul Welzer，现代绘画大师

#### 巴黎沙龙拍卖成员
•	Pierre Cornette de Saint Cyr 
•	Guy Loudmer
•	Maître Pillon
•	Maître Machoïr

### 个人展览
七号空间，Antoine Aranda画室 （贝桑松，2014）
贝桑松学院大学区区长办公处（贝桑松，2012）
图书展（萨隆河畔当皮埃尔2012,2009，由弗朗什孔泰贝桑松乐队小提琴手Hasan Bakalli当任音乐伴奏，蒙贝利亚尔）
遗产日（萨隆河畔当皮埃，Couyba之家，2012）
让·米歇尔大师琴行（贝桑松，2008）
桑泰斯-马里耶德拉-梅 文化驿站
Everarts画廊（巴黎，2001）
Pierre Beuchey画室 （贝桑松，2000）
沃邦画廊（第戎，1999）
乔治五世大街 （巴黎，2014,1999,1998）
贝桑松城堡（贝桑松，1996）
巴黎旅馆（贝桑松，1994）

### 获奖情况
- 诗歌奖，维克多·萧克美术展（巴黎，2007，《为我写信》）
- Argenson奖，Everarts画廊（巴黎，2001，《金龟子》(法语标题为 « Quand le Scarabée d’Or »，标题中隐藏了一个文字游戏，法语动词dort（睡觉）与d’or（金子）同音 )）
- 提名，维克多·萧克美术展（巴黎，2000，《苏莱曼一世》）
- 特别提名，维克多·萧克美术展 （巴黎，1998，《金龟子》）
- 提名，维克多·萧克美术展 （巴黎，1996，《凌晨一点》）
- 特别提名，维克多·萧克美术展 （巴黎，1995，《建筑》）
- 巴黎高等艺术学院一等奖，（1993《随我吧》）

## 出版物

### 展览目录
•	AC'Bizard协会 （萨隆河畔当皮埃（70），Couyba之家，2012,2009）
•	贝尔福绘画雕塑艺术节（贝尔福，2008,2007）
•	财政部维克多·萧克美术展览（巴黎2007, 2001, 2000, 1999, 1998, 1997, 1996, 1995)
•	Everarts画廊（2001）
•	1993年美术比赛

### 地区出版物
东部杂志（2014年十月）
东部共和报 (2014, 2012, 2007, 2002, 1999, 1998, 1996, 1994, 1993)
艺术运动与旅行(2007, 2001, 2000, 1999, 1998, 1997, 1996, 1995)
普罗旺斯报(2005, 2001)

### 法国电视节目
第二眼（2006十月）
艺术家之屋（2002年九月）
当艺术家与观众在画室相遇（2000年九月）

### 电台节目
•	Radio Shalom (2016年二月 ; 2014年十月)
•	RCF Radio (2014年十月 ; 2012年九月)

### 其它
《2016色彩》（日历），其中采用了阿诺• 古莱•德•弗雷吉尔的六幅作品，出版社：Néo-Print 25， 皮雷。